# Noël Simsolo
 (mai 2019).
Si vous disposez d'ouvrages ou d'articles de référence ou si vous connaissez des sites web de qualité traitant du thème abordé ici, merci de compléter l'article en donnant les références utiles à sa vérifiabilité et en les liant à la section « Notes et références ».
Œuvres principales
- série des Edgar Flanders

Noël Simsolo, né le 31 août 1944 à Périgueux, est un réalisateur, comédien, scénariste, historien du cinéma et romancier français.

## Parcours littéraire

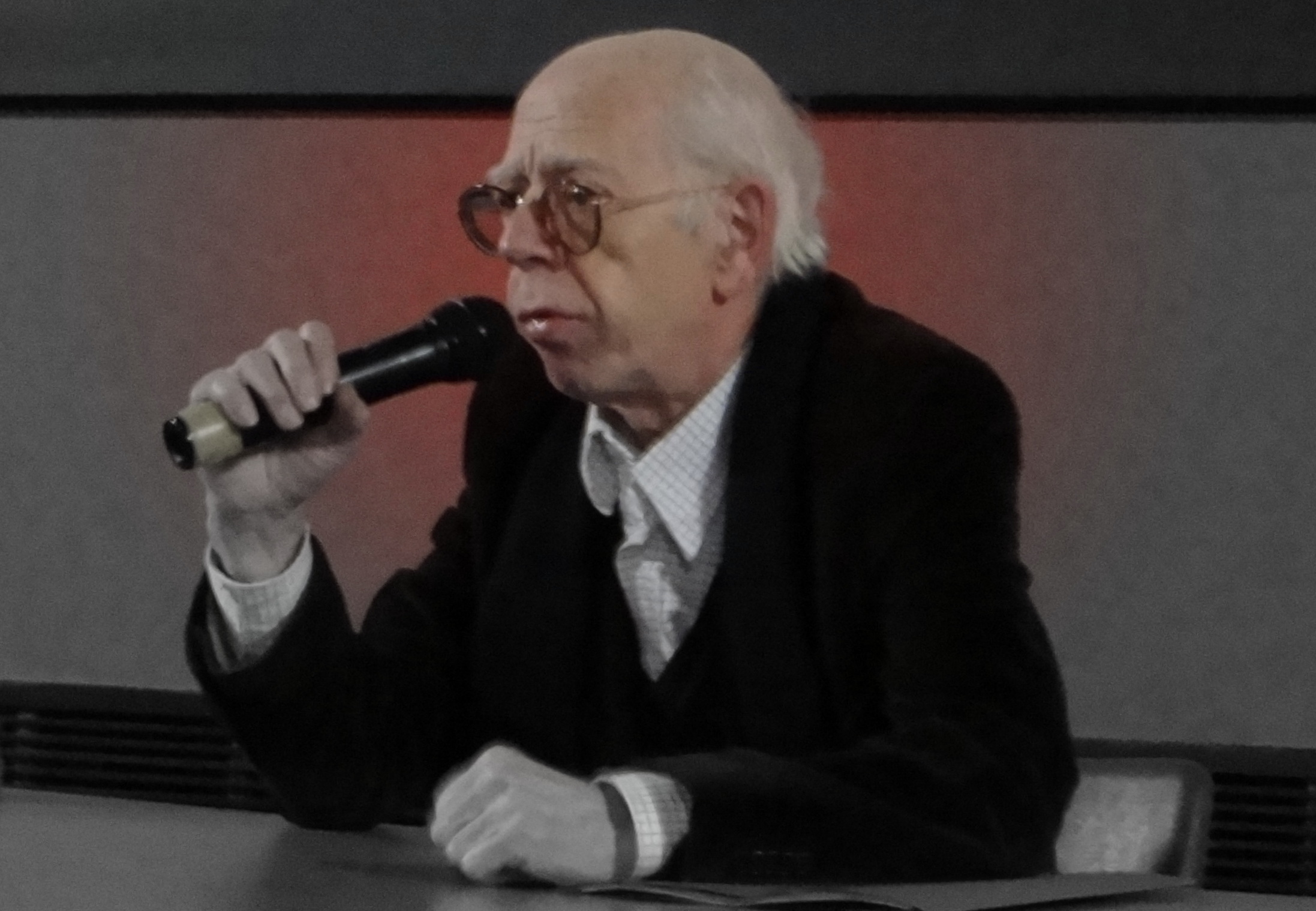
Noël Simsolo en master class sur Sergio Leone à L'Idéal Cinéma-Jacques Tati d'Aniche le 21 novembre 2013.

Noël Simsolo est l'auteur de plusieurs aventures du Poulpe ainsi que de la série des Edgar Flanders.
Il est encore l’auteur de nombreux feuilletons et dramatiques radiophoniques pour France Culture et scénariste de bande dessinée.
Il est l'un des premiers historiens du cinéma à avoir écrit en France sur Alfred Hitchcock.

## Publications

### Critiques cinématographiques, littéraires et musicales (jazz)
Liberté, Jazz Hot, Cahiers du cinéma, Revue du cinéma-Image et son, Cinéma, Cinéma pratique, Zoom, Had, DU, l'Organe, Video News, Trafic, Le Nouveau Quotidien, Révolution, Absolu. Camera Stylo, Panorama de France Culture.

### Bandes dessinées
- Ne touchez à rien, dessin et couleurs Frédéric Bézian, Albin Michel, 2004, Réédition Glénat, 2008
- Ils ont fait l'Histoire, dessin Fabrizio Fiorentino, couleurs Alessia Nocera, Glénat
  - 5. Napoléon - Tome 1/3, 2014
  - 9. Napoléon - Tome 2/3, 2015
  - 13. Napoléon - Tome 3/3, 2016
- Pornhollywood, dessin et couleurs Dominique Hé, Glénat

1. Engrenages, 2015
2. Crépuscules, 2016

- Docteur Radar, dessin et couleurs Frédéric Bézian, Glénat

1. Les Tueurs de savants, 2014
2. Terreur en Italie 2018
3. Morts à Venise 2021

- Les Miroirs du crime, dessin et couleurs Dominique Hé, Glénat

1. Les Tueurs de Pigalle, 2017
2. Carnage Blues, 2017

- Mémoires de Marie Antoinette, dessin Isa Python, couleurs Scarlett, Glénat

1. Versailles, 2017
2. La Révolution, 2018

- Sacha Guitry, dessin et couleurs Paolo Martinelo, Glénat

1. Le Bien-aimé , 2017
2. Le Mal-aimé, 2018

- Beauté Noire & le Groupe Prospero, dessin et couleurs Olivier Balez, Glénat

1. Les Chasseurs de haine, 2018
2. Les Cruels, 2019

- 1789, dessin et couleurs, Paolo Martinelo, Glénat

1. Un monde qui meurt, 2019
2. Naissance d'un monde, 2019

- Hitchcock, dessin et couleurs, Dominique Hé, Glénat

1. L'Homme de Londres, 2019
2. Le Maître d'Hollywood, 2021

- Sergio Leone, dessins Philan, 2019, Glénat
- François Truffaut, dessins Marek, 2020, Glénat
- Jean Gabin, l'Homme aux yeux bleus dessins: Vincenzo Bizarri 2021
- Orson Welles, l'Inventeur de rêves dessins: Alberto Locatellii 2022, Glénat
- Du côté de l'enfer dessins Dominique Hé  Glénat;
- 1 Le Prix de la mort. 2022,
- 2 Volte-face 2023
- Saint-Just dessins Michael Malatini 2022, Glénat
- Fassbinder 2024 Glénat
- Chiens et loups dessins Dominique Hé  Glénat  
  - 1 Le Temps des ombres 2024
  - 2 Jeux truqués 2025

### Essais
- Alfred Hitchcock, Seghers, 1969
- Le Monde de Jerry Lewis, Le Cerf, 1969 traduit en espagnol
- Boris Karloff, Anthologie du cinéma 1970
- Judy Garland, Anthologie du cinéma 1971
- Alfred Hitchcock, Anthologie du cinéma 1982
- Fritz Lang, Cinégraphiques Edilig, 1983
- Howard Hawks, Cinégraphiques, 1984 ; rééd. Cahiers du cinéma 2004
- Il était une fois Samuel Fuller (co-écrit avec Jean Narboni), entretiens, Cahiers du cinéma, 1985
- Conversation avec Sergio Leone, Stock, 1987 ; rééd. Cahiers cinéma 1999 (traduction en Italie 2018)
- Sacha Guitry, Cahiers du cinéma 1988
- Moscou (seuil), collectif 1988
- Femmes du cinéma français, Calmann-Lévy, 1989
- M le Maudit, un film de Fritz Lang, éditions Plume, 1990 (coécrit avec Bernard Eisenschitz et Gérard Legrand)
- Clint Eastwood : un passeur à Hollywood, Cahiers du cinéma, 1990 ; rééd. 2003, troisième éd. 2006
- Cent ans de cinéma co-Claude Beylie ; Atlas 1994
- Les Sorties du dimanche, co-écrit avec Willy Ronis Motta 1995 ; Natan 1997
- Le Film Noir - Vrais et faux cauchemars, Cahiers du cinéma, 2005
- Portraits-souvenirs de cinéma, Hors Commerce, 2007
- Billy Wilder, Cahiers du cinéma 2007
- Kenji Mizoguchi, Cahiers du cinéma 2007
- Dr Herman et Mr Vautrin : Entretiens avec Noël Simsolo, Éditions Écriture, 2010
- Le Cinéma dans le sang, entretiens avec Bertrand Tavernier, Éditions Écriture, 2012
- Dictionnaire de la Nouvelle Vague, éditions Flammarion, 2013  (ISBN 9782081332058)
- La Longue Marche, entretiens avec Jean-Pierre Mocky Éditions Neige 2014
- Le Plaisir en toutes choses , entretiens avec Alexandre Astruc, Éditions Neige-Écriture, 2015
- Paroles de cinéastes, nouvelles vagues, éditions Marest, 2020

°   Conversations avec Sergio Léone, édition augmenté; Editions Capricci 2024

### Romans
- Nuit Nord éditions de l'instant 1990 épuisé
- Ciel noir, Série Noire Gallimard 1991
- Mort blanche (sous le nom de Canino), Fleuve noir 1992
- La Vénus des peep shows (sous le nom de Canino), Fleuve noir 1993
- Clown, Clô éditeur, 1995 réédition HorsCommerce 2004
- Un travelo nommé désir Baleine, 1996
- Couleur sang, Baleine, 1996
- Apocalypse Nord, Baleine, 1997
- Les Enfants de l'Enfer, Baleine, 1999
- Tête-à-queue (avec Didier Daeninckx) Baleine, 2000
- Retour d'amour à Lille, Baleine, 2000
- Les Piétons du siècle
  - Vol. 1 : Images de chair, Éditions du Seuil, 2000
  - Vol. 2 : Prédateurs, Éditions du Seuil, 2000
  - Vol. 3 : Exterminateurs, Éditions du Seuil, 2001
- Les Derniers Mystères de Paris, Éditions Baleine, 2002
- La Chair des femmes, Hors-commerce, 2003 épuisé
- Disparu en mai 1968, Le Passage, 2004
- Jeunesse(s), Éditions Hors Commerce, 2004 épuisé
- Edgar Flanders, détective de l'étrange. Les crimes de la momie, Éditions du Seuil, 2004
- Edgar Flanders, détective de l'étrange. Les Vampires de Gand, Éditions du Seuil, 2004
- Edgar Flanders, détective de l'étrange. La princesse venue d'ailleurs, Éditions du Seuil, 2005
- Edgar Flanders, détective de l’étrange. La guerre des sorciers, Éditions du Seuil, 2005
- Wazemmes, L'Écailler, 2005 épuisé
- Quartier Sebastopol, L'Écailler, 2005 épuisé
- Le Café des méchants, Magnard jeunesse, 2005
- Edgar Flanders, détective de l’étrange. Les démons de l'Olympe, Éditions du Seuil, 2006
- Edgar Flanders, détective de l’étrange. Le sorcier sans visage, Éditions du Seuil, 2006
- Edgar Flanders, détective de l’étrange. Les vampires de l'apocalypse, Éditions du Seuil, 2007
- Rue de la clef, L'Écailler, 2007  (ISBN 978-2-35299-021-5) épuisé
- Les Sept Poules de Christelle, coll. « Le Poulpe » no 248, Baleine, 2008
- Les Ch'tis Commandements, coll. « Le Poulpe » no 259, Baleine, 2009
- Bob Dylan et le pt'it Quinquin, L'Écailler, 2009 épuisé
- Le Secret du Professeur Croquet, L'Archipel, 2009
- Les Génies du mal, L'Archipel, 2010
- Paris chaos, L'Archipel, 2013
- La Trilogie du nord (réédition: Rue de la clef, Quartier Sebastopol, Bob Dylan et le p'tt quinquin  L'Écailler 2024

### Nouvelles
- La Relique dans Black exit to 68. Editions La Brèche 1988
- Mort d'un collectionneur dans Magazine C'est-à-dire  N° 130 La Seita 1992
- Peintre dans Nouvelles Nuits N°8 1994
- La Nuit d'octobre  dans Agenda 96-97 Baleine 1996
- Matin blême dans Sous la couverture quelques faits d'hiver Droit au logement  Biotem 1997
- C'est pas toujours rose chez les Flamands Les 7 familles du polar Baleine 2000
- Rencontre avec la mort 22 Mars 2000  C'est un bon jour pour Gabriel Baleine 2000
- L'illusion du miracle dans Agenda du polar 2001 Stylus 2001
- Vengeance glacée dans Lille Nord Noir  dans Autrement 2002
- Le Mort dans la cour dans Noir Scénar Matinoba Les belles lettres 2002
- Point mort dans Mystères et bûches glacées Editions Le Masque 2003
- Le chasseur de femmes dans Harfang Nouvelles R 2003
- L'entêtement dans 36 nouvelles noires pour l'Humanité Hors commerce 2004
- La vieille femme et la mer (illustration: Notché) dans Les grues se cachent pour mourir  Les visiteurs du noir 2005
- Vous êtes trop jolie dans Il n'y avait rien de plus terrible que son regard MRAP Sylepse 2005
- Le Pic de Malte dans Histoire(s) des puces de Saint-Ouen Valette 2006

### Théâtre

#### Mise en scène
- 1965 : Spectacle Boris Vian, Lille
- 1965 : Céline, Théâtre Populaire des Flandres
- 1968 : Spectacle Lautréamont, J.P. Duprey, Beat Generation Compagnie Universitaire des Flandres
- 1972 : Les Parents terribles de Jean Cocteau (co-mise en scène Cyril Robichez), T P F Lille

#### Comédien
- 1963-1965 : Ubu roi d'Alfred Jarry (mise en scène François Maistre) Théâtre de poche Bruxelles, rôle : Giron
- 1965] : Spectacle Boris Vian, Lille
- 1965 : Les Fourberies de Scapin (mise en scène Cyril Robichez), Théâtre populaire des Flandres (TPF) : Sylvestre
- 1965 : Céline, TPF
- 1966 : Knock (mise en scène Cyril Robichez), TPF : l'instituteur
- 1967 : Le Barbier de Séville (mise en scène Cyril Robichez), TPF : Lenrhumé
- 1967 :  Caligula d'Albert Camus (mise en scène Cyril Robichez), TPF

#### Œuvre dramatique
- 1979 : Vous ne trouvez pas que ça sent la guerre ? de Noël Simsolo et Paul Vecchiali, mise en scène Christian Rauth, Festival d'Avignon

### Radiodiffusion
Comédien dans diverses émission documentaires et pièces radiophoniques à Radio Lille, France Culture et France Inter de 1965 à 2009

#### Production
Plus d'une centaine d'émissions documentaires pour France Culture et France Musique.

#### Écriture
Feuilletons et pièces radiophoniques.

##### France Culture
- 1987 : C'est toujours les autres qui meurent, d'après Jean-François Vilar
- 1988 : Comment vivent les mots, d'après Robin Cook (5 épisodes)
- 1988 : Corrida aux Champs Élysées, d'après Léo Malet
- 1989 : Docteur Radar (20 épisodes)
- 1992 : Le Bourreau et son double, d'après Didier Daeninckx
- 1993 : Voyages en noir
- 1994 : Sale Cité (10 épisodes)
- 1995 : La Pianiste rouge
- 1998 : L'Île au ciel sans nuages
- 1996 : Dernier printemps
- 1997 : Europe, fin de siècle (10 épisodes)
- 1998 : Retour à Lille
- 1998 : Point mort
- 1999 : Edgar Flanders, détective de l'étrange (15 épisodes)
- 2009 : Les Mauvais jours (10 épisodes)
- 2016 : L'Autre Côté de l'enfer 1
- 2022 : L'Autre Côté de l'enfer 2 L'Écho des ténèbres
- L'Autre Côté de l'enfer 3 La Bête immonde
- L'Autre Côté de l'enfer 4 Mensonge Blues
- Le Nouveau Tigre

##### France Inter
- 1997 : Ricochets
- 1998 : Le Retour au port
- 1999 : Mariages croisés
- 1999 : L'Amnésique
- 2000 : L'Héritage
- 2001 : Liaisons
- 2001 : Mises en pièces
- 2002 : À coups trop tirés
- 2002 : Divorces d'argent
- 2003 : Harem pour tous
- 2004 : Maternités
- 2005 : Alimentaire, mon cher Watson
- 2006 : Les Bons Conseils
- 2009 : Quelque chose de plus

## Filmographie

### Comme acteur

#### Cinéma
- 1969 : Le Travail de Jean-François Detré (court-métrage) : l'employé
- 1969 : L'Enfant de Françoise et de Geneviève de Noël Simsolo (court-métrage) L'Homme
- 1971 : Un parti  de Noël Simsolo (court-métrage) L'Homme
- 1972 : L'Enfant Manon  de Noël Simsolo (court-métrage) L'Homme
- 1972 : La Longue Chevauchée du cow-boy solitaire de Marie-Christine Questerbert Le Héros[réf. nécessaire]
- 1972 : La Décalcification de Jean-Louis Leconte (court métrage)  Le Méchant
- 1972 : L'Homme de feu de Claude Cailloux Le Gnome
- 1972 : Un jour, toi aussi tu iras à Belloy-Saint-Martin de Robert Pansard-Besson, (court métrage) : L.-F. Céline
- 1973 : La Maman et la Putain de Jean Eustache : un client du Rosebud
- 1974 : Touche pas à la femme blanche ! de Marco Ferreri : Le Représentant des affaires indiennes
- 1974 : Une baleine qui avait mal aux dents de Jacques Bral : L'Homme qui raconte des histoires
- 1974 : Femmes Femmes de Paul Vecchiali : Ferdinand
- 1975 : Émilienne de Guy Casaril : un invité au vernissage
- 1975 : Zig-Zig de Laszlo Szabo : un client de B L
- 1975 : Le Jeu avec le feu d'Alain Robbe-Grillet le secrétaire
- 1975 : Le Mâle du siècle de Claude Berri : Pascal no 1
- 1975 : Eugénie de Franval de Louis Skorecki (voix uniquement)
- 1975 : Les Liaisons perverses  de Jean-Paul Savignac L'employé
- 1975 : La Nuit du beau marin peut-être de Franck Verpillat (court-métrage): Hamlet, et Groucho Marx[réf. nécessaire]
- 1975 : La Chatte sur un doigt brûlant de Cyrille Chardon : Rabinovitch, le journaliste
- 1975 : Exhibition de Jean-François Davy : lui-même
- 1975 : Change pas de main de Paul Vecchiali : Ferdinand Desprès
- 1975 : Les Deux Gouines / Victoire et Isabelle de José Bénazéraf : le juge d'instruction
- 1976 : Les Pornocrates de Jean-François Davy : lui-même
- 1976 : La Marge de Walerian Borowczyk : l'homme à l'œuf
- 1977 : Le Théâtre des matières de Jean-Claude Biette : un spectateur
- 1977 : Alice ou la Dernière Fugue de Claude Chabrol : un participant au banquet
- 1977 : La Machine de Paul Vecchiali : un journaliste
- 1977 : Les Apprentis sorciers d'Edgardo Cozarinski un invité
- 1978 : Le Retour du privé de Takis Candilis (court métrage) : le tueur
- 1979 : Les Héroïnes du mal de Walerian Borowczyk : Julio Romano
- 1979 : Démons de midi de Christian Paureilhe : client du bar
- 1980 : Simone Barbès ou la Vertu de Marie-Claude Treilhou : le cinéaste belge
- 1980 : Ma blonde, entends-tu dans la ville ? de René Gilson : Dubourcq
- 1984 : Les Favoris de la lune d'Otar Iosseliani : un convive
- 1985 : Rosa la rose, fille publique de Paul Vecchiali : Jeannot
- 1985 : Autour de minuit (Round Midnight) de Bertrand Tavernier concierge de La Louisiane
- 1986 Le Rescapé d'Okacha Touita le promoteur immobilier
- 1987 : Les mois d'avril sont meurtriers de Laurent Heynemann : Skrecht
- 1988 : La Comédie du travail de Luc Moullet : le curé
- 1992 : Chasse gardée de Jean-Claude Biette : un homme qui téléphone au café
- 1993 : La Cabale des oursins de Luc Moullet : (court-métrage)  un terril
- 1993 : Pétain de Jean Marbœuf : Brinon
- 1994 : L'Enfer de Claude Chabrol : Chabert
- 1994 : Messmer de Roger Spottiswoode : l'homme au chien
- 1995 : Le Complexe de Toulon de Jean-Claude Biette : Vaugelard fils
- 1997 : Un Buñuel mexicain (El Buñuel mexicano) documentaire d'Emilio Maillé : le narrateur (voix uniquement)
- 1999 : Je suis né d'une cigogne de Tony Gatlif : le narrateur (voix uniquement)
- 1999 : Au cœur du mensonge de Claude Chabrol : Bordier
- 2000 : 30 ans de Laurent Perrin : Brémont
- 2001 : Éloge de l'amour de Jean-Luc Godard : le spectateur de Pickpocket
- 2003 : Saltimbank de Jean-Claude Biette : Arthur Craven
- 2003 : Play it around Sam d'Olivier Serrano (court-métrage) lui même
- 2004 : À vot' bon cœur de Paul Vecchiali : l'ami critique de Paul
- 2004 : Passing shot de Ysé Tran (court-métrage)  L'homme
- 2004 : L'Homme d'Éric Jameux (court-métrage) : l'épicier
- 2007 : Le Deal de Jean-Pierre Mocky : l'abbé
- 2007 : 13 French Street de Jean-Pierre Mocky : le policier
- 2011 : Les Insomniaques de Jean-Pierre Mocky : l'ami du bureau
- 2011 : Crédit pour tous de Jean-Pierre Mocky : M. Renovex
- 2011 : Le Dossier Toroto de Jean-Pierre Mocky : M. Noir / Blanc
- 2011 : Dernière Séance de Laurent Achard : M. Paul
- 2012 : Le Mentor de Jean-Pierre Mocky : l'homme seul
- 2013 : À votre bon cœur, mesdames de Jean-Pierre Mocky : l'infirmier
- 2014 : Dors mon lapin de Jean-Pierre Mocky : le libraire
- 2014 : L'Homme qu'on aimait trop d'André Téchiné : l'avocat d'Agnelet
- 2015 : Les Compagnons de la pomponette de Jean-Pierre Mocky Décideur
- 2015 : Monsieur Cauchemar de Jean-Pierre Mocky : un acteur
- 2016 : Le Cancre de Paul Vecchiali : Ferdinand
- 2017 : Votez pour moi de Jean-Pierre Mocky : le préfet[réf. nécessaire]
- 2022 : Tous flics de Jean-Pierre Mocky : le cardinal
- 2026 : Maigret et le mort amoureux de Pascal Bonitzer : l'abbé

#### Télévision
- 1964 : Faut que ça saute de Fernand Vincent : le pompiste
- 1976 : Le Pendule de Guy Gilles : Commandant de gendarmerie
- 1982 : Contes modernes : À propos du travail, segment Offre d'emploi de Jean Eustache : un patient
- 1985 : À titre posthume (téléfilm) de Paul Vecchiali : le dealer
- 1987 : L'Heure Simenon - épisode : Strip Tease de Michel Mitrani : le photographe
- 1987 : Qui c'est ce garçon ? de Nadine Trintignant : l'homme au lit avec lunettes
- 1989 : Série noire, épisode Main pleine de Laurent Heynemann : le patron du café
- 1990 : Une affaire d'État de Jean Marbœuf : le mac
- 1992 : Puissance 4, épisode Déshabillés fatals de Jean Marbœuf : Manier
- 2003 : Fatou l'espoir de Daniel Vigne : Concierge hôtel
- 2006 : Myster Mocky présente, épisode Le Diable en embuscade : Professeur
- 2006 : Myster Mocky présente, épisode Le Jour de l'exécution : Commissaire
- 2007 : Myster Mocky présente, épisode Meurtres entre amies : l'homme au chien
- 2008 : Myster Mocky présente, épisode Dans le lac : Manier
- 2013 : Myster Mocky présente, épisode Auto-stop : le père

### En tant que réalisateur - scénariste
- 1969 : L'Enfant de Françoise et de Geneviève (court-métrage)
- 1971 : Un parti (court-métrage)
- 1972 : L'Enfant Manon (court-métrage)
- 1974 : Tout bas - Magasin de lingerie (court-métrage)
- 1975 : Spasme Opéra (sous le pseudonyme de Max Eaton)
- 1975 : Pierre Molinier, 7 rue des Faussets (court-métrage documentaire)
- 1976 : Je m'appelle Marie Marczack (court-métrage)
- 1976 : D'un point l'autre (court-métrage)
- 1978 : Images de femmes Court-métrage)
- 1978 : Location (court métrage)
- 1979 : Autour de l'expressionnisme pour Paris Berlin Exposition Centre Pompidou
- 1979 : Jean Cocteau Magazine Gaumont
- 1979 : Jules Berry  Magazine Gaumont
- 1979 : Décors (court-métrage)
- 1980 : Écrivains dans la révolution pour Paris Moscou Exposition Centre Pompidou
- 1980 : Cauchemar
- 1980 : Chant de l'aube (court-métrage
- 1982 : Pan Pan (court-métrage)
- 1988 : Les Demoiselles d'Avignon, musée Picasso
- 1988 : Souvenirs  exposition  Les récits complets BD Centre Pompidou
- 1991 : Mila Parély (inédit)
- 1993 : Jean Dréville (Les années d'or. Horizons sans fin)
- 1993 :  Grotesk, burlesk und pittoresk (c m) Arte
- 1994 : Marques et Traces
- 1996 : Jean Cocteau, mensonges et vérités (moyen métrage documentaire)
- 1997 : Fernand Léger, un peintre à l'hôpital
- 2003 : Alfred Hitchcock films de jeunesse
- 2003 : Jeux avec l'invisible (sur Foreign Correspondant)
- 2004 : Bâtons d'encens pour Mizoguchi (documentaire)
- 2004 : Vivre sa vie    bonus sur Vivre sa vie
- 2004 : L'Enjeu des paradoxes  bonus sur Trois courts métrages de JLG avec Mathieu Amalric
- 2004 : Blessures  bonus sur Le Fleuve de Jean Renoir
- 2004 : Corps et scène chez Kurosawa
- 2004 : La Violence et la Loi  bonus sur Vers sa destinée de John Ford
- 2004 : L'Enfer des hommes  bonus sur Je n'ai pas tué Lincoln de John Ford
- 2004 : Naissance d'une nation  bonus sur Sur la piste des Mohawks de John Ford
- 2005 : Docteur Ford et Mister Mocky   bonus sur What Price Glory de John Ford
- 2005 : L'Autre John Ford bonus sur Steamboat Round the Bend de John Ford
- 2005 : Mouvement  Bonus sur Les Chemins de la gloire de Howard Hawks
- 2005 : Remember Fassbinder
- 2005 : Melville le solitaire
- 2005 : Nana et les hommes
- 2005 : Jusqu'au 23 juillet  bonus sur Le Feu follet
- 2005 : Souvenirs autour de Jean-Daniel Pollet (documentaire)
- 2005 : Six Paris bonus sur Paris vu par
- 2005 : La Peur au ventre  bonus sur La Grande Bouffe de Marco Ferreri
- 2005 : Seul bonus sur Dillinger e morto de Marco Ferreri
- 2005 : Les Dernières Illusions  bonus sur Pipicacadodo de Marco Ferreri
- 2005 : Guignols Band bonus sur Touche pas la femme blanche de Marco Ferreri
- 2005 : Au-delà du vertige bonus sur Conte de la folie ordinaire de Marco Ferreri
- 2005 : L'Idée fixe bonus sur El cochecito de Marco Ferreri
- 2005 : Le Médiateur bonus sur Le Cid de Anthony Mann
- 2005 : Requiem bonus sur La Chute de l'empire romain de Anthony Mann
- 2006 : De l'amour et de mort bonus sur John Huston
- 2006 : Incriminations sur La Fosse aux serpents
- 2006 : (sans titre) sur Les SS frappent la nuit

### En tant que scénariste
- 1970 : Le Travail de Jean-François Detré  (court-métrage)
- 1972 : Les Jonquilles de Paul Vecchiali (court-métrage)
- 1974 : Femmes femmes de Paul Vecchiali
- 1975 : Change pas de main de Paul Vecchiali
- 1975 : La Dernière Femme (L'ultima donna) de Marco Ferreri (dialogue)
- 1990 : Le Jour des rois de Marie-Claude Treilhou
- 1997 : Les Westerns de Sergio Leone  de Philipp Priestley, documentaire TV
- 2016 : Le Cancre de Paul Vecchiali

### Documentation
- Géant Vert, « Alfred Hitchcock, t.1 : made in England », dBD, no 137,‎ octobre 2019, p. 74.